# Christian Daniel Vogel

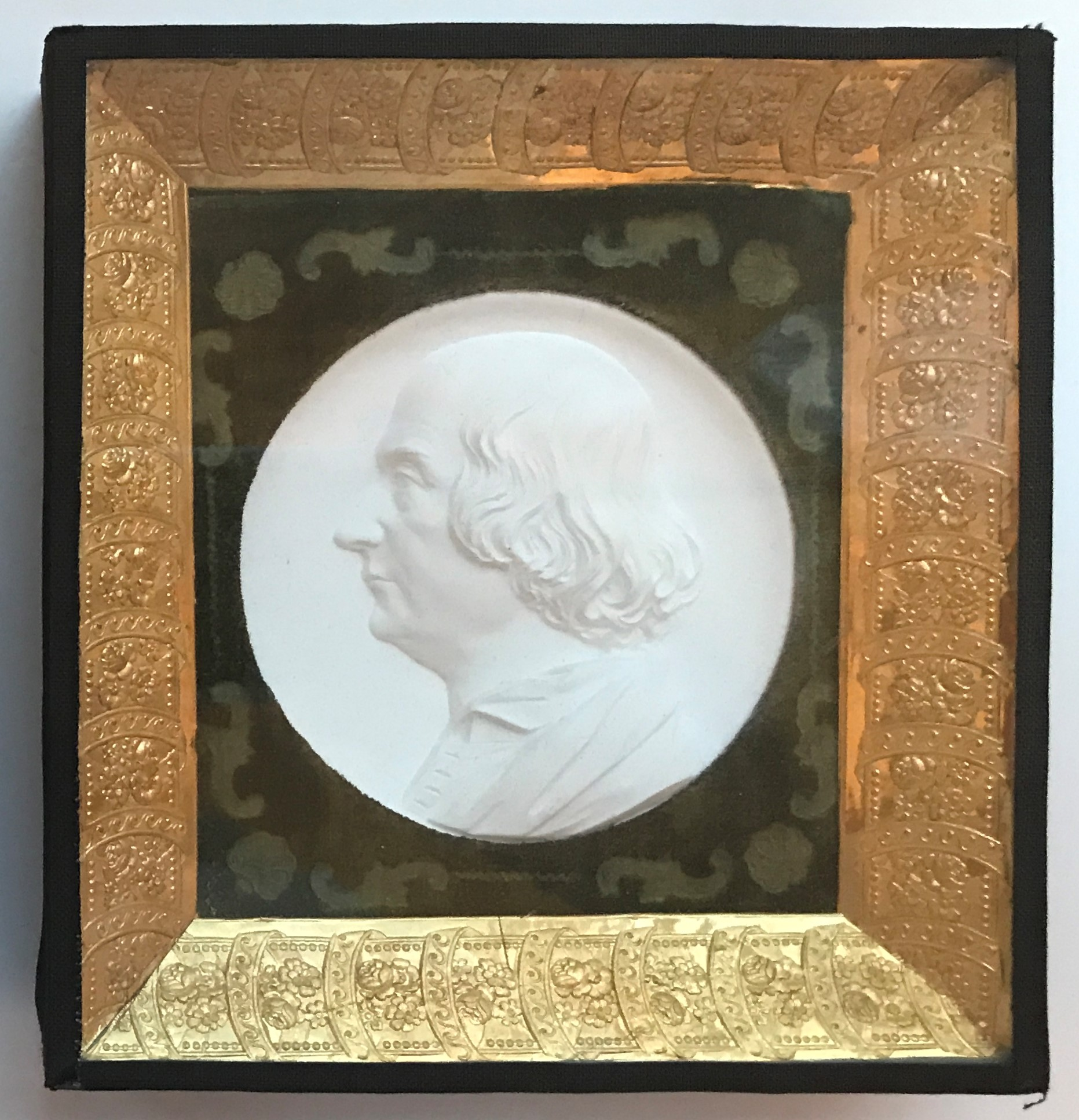
Christian Daniel Vogel

Christian Daniel Vogel (* 20. Januar 1789 in Neuhütte; † 29. Juli 1852 in Kirberg) war ein deutscher Historiker, Topograf und Pfarrer im Herzogtum Nassau.

## Leben

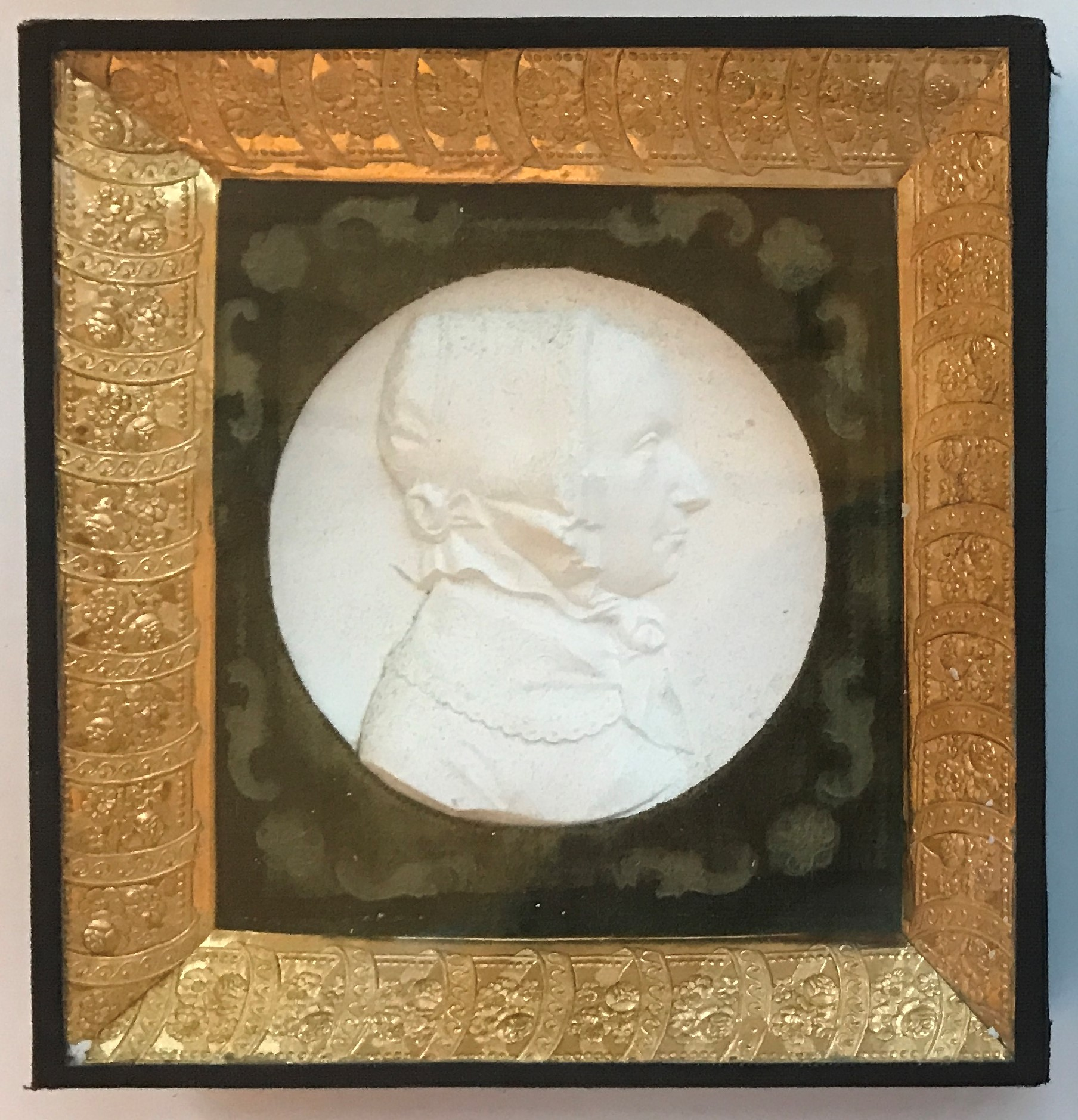
Johanette geb. Schnabelius

Er wurde als Sohn des Oberförsters Ludwig Vogel geboren. Nach dem Besuch der Lateinschule in Dillenburg begann er an der Hohen Schule Herborn das Studium der Evangelischen Theologie, das er im Jahr 1812 beendete. Nach dem Studium wurde Vogel eine Stelle als Vikar in Ballersbach übertragen. Dem folgte eine Versetzung nach Liebenscheid (1813). Hier heiratete Vogel am 17. November 1813 die Pfarrerstochter Johannette Wilhelmine Schnabelius (* 8. Dezember 1795 in Marienberg; † 12. Februar 1866 in Wiesbaden). In den folgenden Jahren folgten mehrere Versetzungen auf Pfarrstellen in Marienberg (1815), Schönbach (1828) und schließlich Kirberg (1831) wo er über 20 Jahre tätig war. Das Pfarrhaus in Kirberg war Vogels wichtigste Wohn- und Arbeitsstätte. 1838 wurde er Dekan und 1849 folgte die Ernennung zum Inspektor der evangelischen Schulen im Amt Kirberg. Der Bildhauer Reinhard Berthold Vogel (1821–1876) war ein Sohn. Sein Bruder war Friedrich Christian Vogel, Pfarrer in Feudingen, der ein Schwiegersohn des Hüttenverwalters und -eigentümers Johann Jakob Jung war.

## Historiker
Schon während seines Studiums veröffentlichte Vogel erste Beiträge zur nassauischen Landes- und Kirchengeschichte. Ebenso stand er mit dem Schriftsteller Karl Hartwig Gregor von Meusebach und dem Beamten und Historiker Johannes von Arnoldi im benachbarten Dillenburg im engen Kontakt. Auf Empfehlung von Johannes von Arnoldi beteiligte Vogel sich an der Erarbeitung der Allgemeine Encyclopädie der Wissenschaften und Künste. Im März 1817 begann Vogel an der Beschreibung des Herzogthums Nassau, einer umfassenden Landesbeschreibung, die sich an der Beschreibung der Kurpfalz von Johann Goswin Widder orientierte. Seine kirchengeschichtliche Arbeit veröffentlichte er 1818 im ersten und einzigen Band des Archiv der nassauischen Kirchen- und Gelehrtengeschichte. Im Jahr 1826 gab er eine Ausgabe der Limburger Chronik des Tilemann Elhen von Wolfhagen mit Erläuterungen und Anmerkungen heraus.
Ein Jahr später im Jahr 1827 wurde er in eine Historische Kommission des Herzogtum Nassau berufen. Das Ziel der Kommission war die Erforschung der Geschichte des Land und Haus Nassau. Die Leitung der Kommission lag beim Direktor der Nassauischen Landesbibliothek Johannes Weitzel. Ein weiteres Mitglied war Friedrich Gustav Habel. Das Ziel wurde jedoch nicht erreicht und die Arbeit 1829 eingestellt. Hierauf setzte Vogel seine Arbeit alleine fort und veröffentlichte im Jahr 1836 die Topographie des Herzogtums Nassau. Eine zweite umgestaltete und erweiterte Ausgabe erschien 1843 als Beschreibung des Herzogthums Nassau, hierin behandelt er die natürliche Beschaffenheit, die geschichtliche Entwicklung und den „gegenwärtigen Zustand“ des Landes. Vogel trat im Dezember 1821 dem Verein für Nassauische Altertumskunde und Geschichtsforschung kurz nach dessen formeller Konstituierung bei. Im Jahr 1833 wurde er in dessen Vorstand gewählt. Aufgrund von Differenzen mit Friedrich Gustav Habel trat er jedoch im Jahr 1837 vorübergehend aus dem Verein aus. Um 1850/51 hat er den Verein endgültig verlassen. Vogel hat mehrfach Aufsätze für die Nassauischen Annalen verfasst.

## Würdigungen

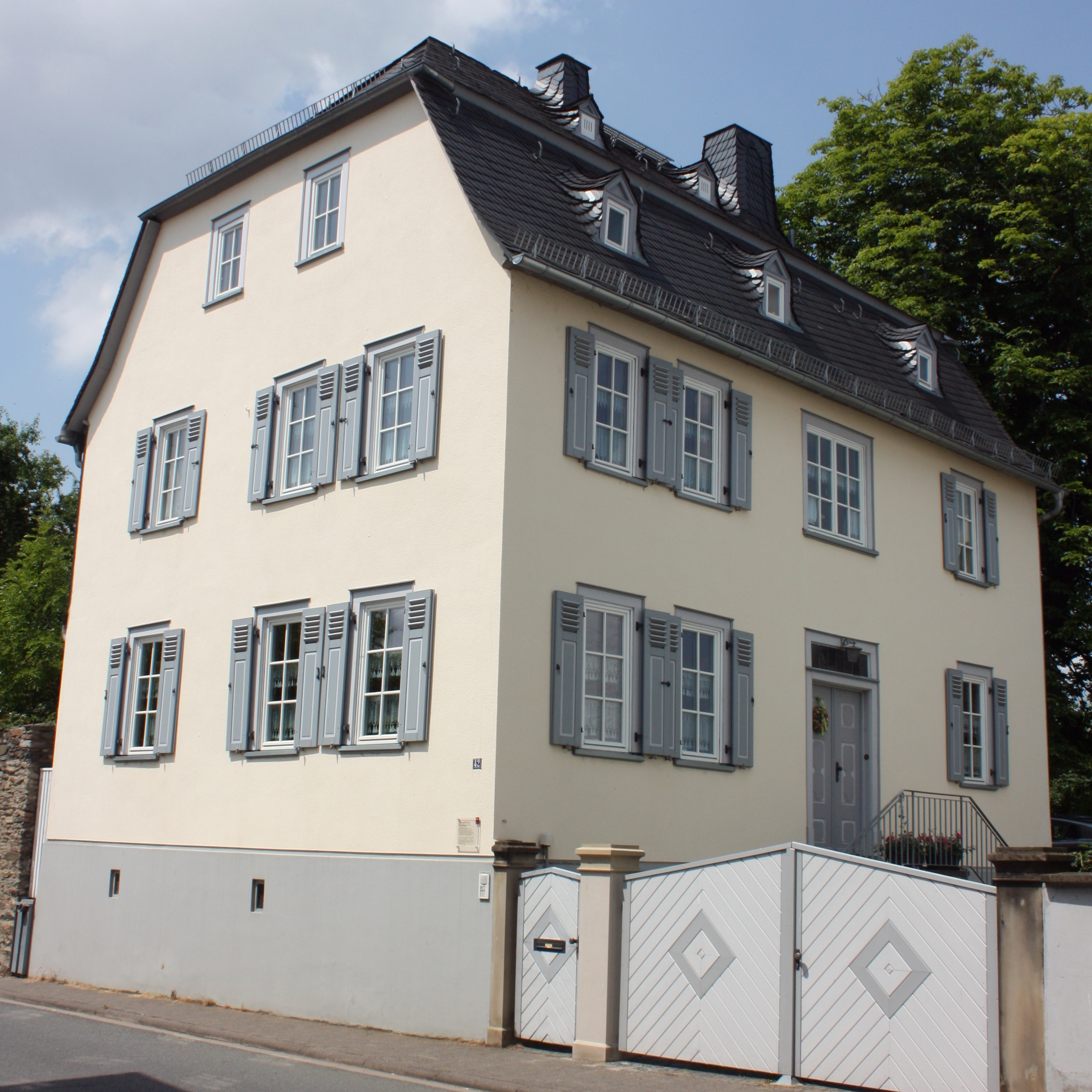
Pfarrhaus in Kirberg

In Kirberg trägt die Christian-Daniel-Vogel-Straße Vogels Namen.

## Werke
- Archiv der nassauischen Kirchen- und Gelehrtengeschichte. 1. Band (mehr nicht erschienen) Hadamar und Koblenz 1818
- Limburger Chronik. Marburg 1826, 2. unveränderte Auflage Krieger, Marburg 1828 (Digitalisat), abgerufen am 5. Februar 2024
- Nassauisches Taschenbuch, Erinnerungen aus der vaterländischen Vorzeit. Herborn 1832
- Sonnenberg, Burg und Thal: ein geschichtlicher Umriss. Wiesbaden 1834
- Historische Topographie des Herzogtums Nassau. Herborn 1836
- Beschreibung des Herzogthums Nassau. Wiesbaden 1843 (Digitalisat), abgerufen am 5. Februar 2024